# Studebaker Transtar
La Transtar è stata una linea di autocarri prodotta dalla Studebaker dal 1956 al 1959, e dal 1960 al 1963.
Il nome “Transtar” fu introdotto per la prima volta nel 1956 come “serie 2E” da ½, ¾, 1, e 2 t di capacità di carico. I tre modelli di portata minore erano disponibili con carrozzeria pick-up già realizzata dalla Casa costruttrice di South Bend.
Lo stile dei modelli di questa serie era datata 1949, sebbene ci furono degli aggiornamenti nella linea e nell'ingegneria nel 1954 e nel 1955. Il nome “Transtar” continuò ad essere usato nel 1957 e nel 1958 con la “serie 3E”, sebbene fu lanciata la correlata Scotsman in versione pick-up. Tra il 1957 ed il 1958 sulla Transtar fu installata una nuova griglia anteriore in fibra di vetro che conferiva al modello un aspetto aggressivo e dava alla superata cabina di guida un'apparenza fresca e nuova. 
Per ragioni sconosciute, il nome “Transtar” fu ritirato nel 1959 con la “serie 4E” e fu cambiato in “Deluxe”.
Nell'anno di rilancio della gamma della Transtar (1960), la Studebaker introdusse una nuova linea di autocarri da ½ e ¾ t, con il nome Champ. Quest'ultima montava il frontale e i lamierati della cabina guida derivati dalla Lark berlina degli anni 1959-1960, mantenendo anche il telaio. Le Champ furono lanciate come risposta al lancio della Ford Ranchero (1957) e della Chevrolet El Camino (1959), che avevano una linea e delle caratteristiche di pick-up leggeri.
Il nome “Transtar” riapparve nel 1960 per le capacità di carico medio-alte (1 e 2 t), e continuò ad essere usato fino alla fine della produzione degli autocarri Studebaker nello stabilimento statunitense di South Bend nel dicembre del 1963.